# Roman Wilson (1991)
Roman Wilson (Broken Arrow, 1º ottobre 1991) è un ex giocatore di football americano statunitense che ha giocato come wide receiver.
Dopo aver giocato per la squadra universitaria dei Princeton Tigers ha firmato nel 2015 con i giapponesi Asahi Beer Silver Star.

## Famiglia
È figlio di Curtis Wilson, già giocatore di NFL e NFL Europa.